# 사카시타문 밖의 변

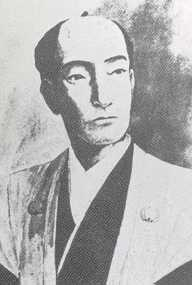
암살 대상이 된 안도 노부마사

사카시타문 밖의 변(坂下門外の変)은 1862년 2월 13일 분큐 2년에 에도 성 사카시타문 밖에서 존황양이파의 미토번 낭인 6명이 노중 안도 노부마사를 습격하고 부상시킨 사건이다.

## 배경
사쿠라다 문 밖의 변으로 대로 이이 나오스케가 암살된 후 노중 구제 히로치카와 함께 막부를 주도한 안도 노부마사는 나오스케의 개국 노선을 계승하고 막부의 위엄을 되찾기 위해 ‘공무합체’를 추진했다. 이 정책에 따라 막부는 천황의 여동생 가즈노미야 지카코와의 혼인을 결정했지만, 존황양이파 지사들은 이에 반발하였고, 노부마사 등에게 분노했다.
1860년 7월 만엔 원년, 미토번의 사이마루 다테마키, 노무라 쓰네노스케, 스미야 도라노스케 등과 조슈번의 가쓰라 고고로, 마쓰시마 고죠 등이 연대하여 행동할 것을 약속했다. (헤신마루의 맹약, 미토-조슈 맹약) 이에 따라 노부마사의 암살과 요코하마에 거주하는 외국인 습격을 계획했다. 그러나 조슈번 내에서는 나가이 우타의 공무합체론이 번의 주류를 차지하게 되었고, 번사의 참여가 곤란해졌다. 조슈 측은 계획의 연기를 제안했지만, 실기하는 것을 두려워 한 미토 측은 조슈의 후원없이 독자적으로 계획을 실행하기로 했다.
미토 지사들은 우쓰노미야 한의 유학자 오하시 도차 일파와 연계하여 노부마사의 암살 계획을 진행했다. 당초 12월 15일에 결행할 예정이었지만, 여러 가지 사정으로 12월 28일로 연기되었고, 다시 1월 15일로 연기되었다. 원래 정월대보름(上元) 가례 의식이 있는 날에는 여러 다이묘가 모두 입성하여 장군에게 예를 올렸기 때문에 그때를 노리기로 한 것이었다. 그러나 결행 직전 1월 12일에 계획의 일부가 드러난 오하시 도차 등 우쓰노미야의 참가자가 막부에 체포되었다. 따라서 원래 계획에 따라 진행할 수는 없었지만, 미토 지사를 중심으로 한 나머지 인원만으로 실행하게 되었다.

## 과정

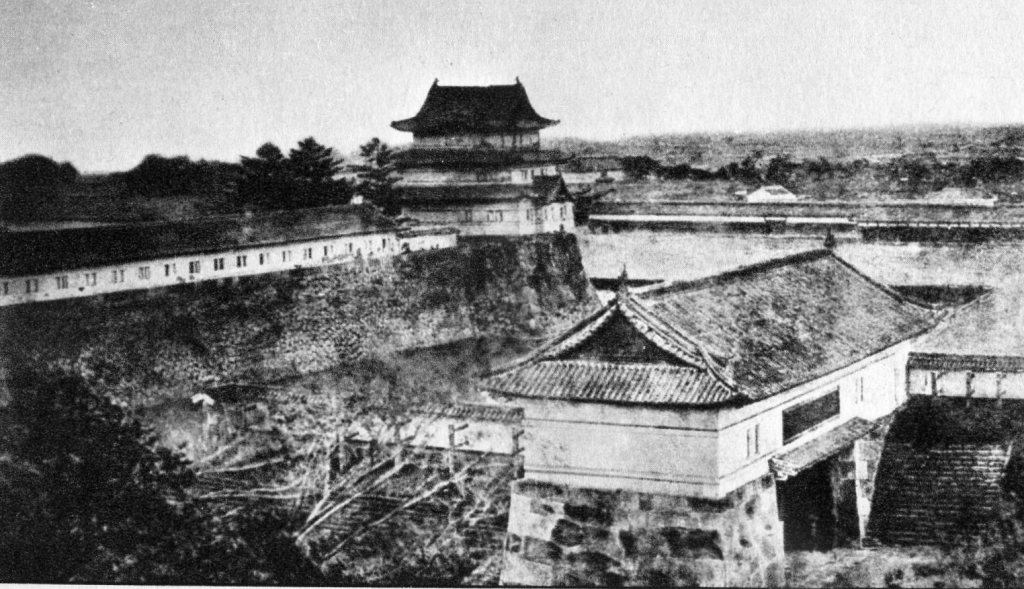
메이지 시대의 에도 성 사카시타문

1862년(분큐 2년) 1월 15일 오전 8시경 노부마사 노중의 행렬이 입성하기 위해 영주의 저택을 나와 사카시타문 밖에 도달하자 미토번의 낭인 히라야마 효스케, 오다 히코사부로, 구로사와 고로, 다카하타 쇼지로, 시모쓰케국 의사 고노 다케시산, 에치고국의 의사 가와모토 도타로 6명이 행렬을 습격했다. 미토 번의 낭인 가와베 히다리 지에몬노(川辺左次衛門)도 계획에 참가하고 있었지만, 지각했기 때문에 습격에 참석하지 못했다. (또한, 구로사와 고로와 다카하타 쇼지로는 제1차 도젠지 사건의 참가자였다).
먼저 직소를 가장하고 가와모토 도타로가 행렬 앞에 튀어 나와 가마에 총을 쏘았다. 총알은 가마를 빗나가 호위 무사의 다리에 맞았고, 이 발포를 신호로 다른 5명이 행렬에 난입했다. 경호를 맡은 무사들이 일시적으로 혼란에 빠진 틈을 노려 히라야마 효스케가 가마에 칼을 찌르고, 노부마사의 허리에 경상을 입히고 혼자 성 안으로 도망쳤다.
사쿠라다 문 밖의 변 이후 노중은 물론 등성하는 영주의 경비는 더욱 삼엄해졌다. 거사 당일에도 모두 50명 이상 지키고 있었기 때문에 낭인 등 6명은 암살 목적을 이룰 수 없었고, 모두 싸우다가 죽임을 당했다. 호위 무사들도 수십 명이 부상을 입었지만, 사망자는 없었다.
지각한 가와베는 조슈 영주의 저택에서 참간(斬奸) 취지서를 전달한 후 할복자살 했다.

## 결과
비록 노중 안도 노부마사의 암살에는 실패했지만, ‘사쿠라다문 밖의 변’으로 이어진 막부 각료의 습격 사건은 막부의 권위를 크게 실추시켰다. 이 사건을 계기로 노부마사는 4월에 노중에서 파면되었고, 8월에는 은거, 칩거를 명령받았고, 이와키 다이라 번 2만 석을 감봉 당했다.

## 같이 보기
- 사쿠라다문 밖의 변